# Про мишей і людей (фільм)
«Про мишей і людей» — дебютна режисерська робота Гері Сініза, кіноекранізація однойменного твору Джона Стейнбека.

## Сюжет
Під час «Великої депресії» двоє приятелів блукають по країні в пошуках роботи. У той час як розумово відсталий Ленні багато працює, Джордж пильнує за ним, щоб той не потрапляв у неприємні ситуації. Влаштувавшись на ранчо до Ленні починають чіплятися, а дружина хазяїна приділяє занадто багато уваги Джорджу.

## У ролях
| Актор          | Роль          |
| -------------- | ------------- |
| Джон Малкович  | Ленні Смолл   |
| Гері Сініз     | Джордж Мілтон |
| Кейсі Семашко  | Керлі         |
| Рей Волстон    | Кенді         |
| Шерілін Фенн   | дружина Керлі |
| Джон Террі     | Слім          |
| Річард Ріл     | Карлсон       |
| Алексіс Аркетт | Вітт          |
| Ейлін Девіс    | Міллі         |

## Створення фільму

### Виробництво
Основні зйомки проходили в Каліфорнії, США.

### Знімальна група
- Кінорежисер — Гері Сініз
- Сценарист — Гортон Фут
- Кінопродюсери — Гері Сініз, Рассел Сміт
- Композитор — Марк Ішем
- Кінооператор — Кеннет Мак-Міллан
- Кіномонтаж — Роберт Сініз
- Художник-постановник — Девід Гропмен
- Артдиректор — Ден Девіс
- Художник по костюмах — Шей Канліфф
- Підбір акторів — Кеті Сендріч Гелфонд, Аманда Мекі[2].

## Сприйняття

### Критика
Фільм отримав позитивні відгуки. На сайті Rotten Tomatoes оцінка стрічки становить 96% на основі 28 відгуків від критиків (середня оцінка 8/10) і 82% від глядачів із середньою оцінкою 3,5/5 (47 666 голосів). Фільму зарахований «стиглий помідор» від кінокритиків та «попкорн» від глядачів, Internet Movie Database — 7,5/10 (34 502 голосів).

### Номінації та нагороди
| Нагороди та номінації фільму «Про мишей і людей» | Нагороди та номінації фільму «Про мишей і людей» | Нагороди та номінації фільму «Про мишей і людей» | Нагороди та номінації фільму «Про мишей і людей» | Нагороди та номінації фільму «Про мишей і людей» | Нагороди та номінації фільму «Про мишей і людей» |
| Рік                                              | Кінофестиваль/кінопремія                         | Категорія/нагорода                               | Номінант                                         | Результат                                        |                                                  |
| ------------------------------------------------ | ------------------------------------------------ | ------------------------------------------------ | ------------------------------------------------ | ------------------------------------------------ | ------------------------------------------------ |
| 1992                                             | Каннський кінофестиваль                          | «Золота пальмова гілка»                          | Гері Сініз                                       | Номінація                                        |                                                  |